# Bahnhof Köln-Lövenich
Der Bahnhof Köln-Lövenich ist ein ehemaliger Personenbahnhof an der Bahnstrecke Köln–Aachen im Kölner Stadtteil Lövenich.
Im Zuge des Ausbaus zur Schnellfahrstrecke wurde der Bahnhof zu einem reinen Überholbahnhof mit privatem Gleisanschluss zurückgebaut. Die Bahnsteige wurden abgerissen und dafür etwas westlich der Haltepunkt Lövenich neu errichtet.

## Geschichte
Zwischen 1839 und 1841 baute die Rheinische Eisenbahn-Gesellschaft ihre Stammstrecke vom Bahnhof Cöln Am Thürmchen zum Bahnhof Aachen Rheinisch, am 2. Juli 1840 wurde die Strecke für den Personenverkehr bis Lövenich eröffnet.
Zwanzig Jahre später wurde das erste Bahnhofsgebäude errichtet, 1872 wurde dieses erneuert. Zuletzt existierte am Ende der Odemshofallee, einer Sackgasse an der Nordseite der Bahnanlagen, ein einfacher Flachbau aus den 1950er Jahren mit ebenerdigem Zugang zum nördlichen Bahnsteig.

## Heutige Situation
Ende der 1990er Jahre wurde begonnen, die Bahnstrecke für den Hochgeschwindigkeitsverkehr einerseits und den S-Bahn-Verkehr andererseits auszubauen. Der Bahnhof Lövenich wurde geschlossen, sein Empfangsgebäude und seine Bahnsteige wurden abgebaut. An ihre Stelle traten die für Hochgeschwindigkeitszüge ertüchtigten Streckengleise, inklusive eines weiter östlich gelegenen Überholgleises auf der Südseite und einem Industriegleisanschluss auf der Nordseite der Streckengleise.
Aufgrund der Lage des Überholgleises wird dieses hauptsächlich für Zugüberholungen in Richtung Köln genutzt, der Gleisanschluss wird vom östlich gelegenen Güterbahnhof Köln-Ehrenfeld bedient.
Die südlichen Gleise wurden zur S-Bahnstrecke Köln–Düren umgebaut und im Zuge dessen sämtliche Stationen für die S-Bahn tauglich gemacht. Der heutige Haltepunkt Lövenich ist verkehrsgünstiger als der alte Bahnhof gelegen, sein Bahnsteig befindet sich auf der Brücke über die Brauweilerstraße (Landstraße 213), während die ehemaligen Bahnsteige östlich der Straße lagen.